# Kahyt
En Kahyt er et lukket rum på et skib, som er et individuelt eller delt opholds-/ og eller soverum, ofte med tilknyttede bade- og toiletfaciliteter, for passagerer, officerer og mandskab.
| Vandsport/vandtransport | Spire Denne vandsports- eller vandtransportsartikel er en spire som bør udbygges. Du er velkommen til at hjælpe Wikipedia ved at udvide den. |